# Claude Papi
Claude Papi (Porto-Vecchio, Francuska, 16. travnja 1949. – Bastia, Francuska, 28. siječnja 1983.) je pokojni francuski nogometaš te legenda korzikanske Bastije u kojoj je proveo cijelu igračku karijeru. Svojim odličnim igrama, Papi je proglašen korzikanskim nogometašem stoljeća. Također, Claude Papi je drugi igrač u klupskoj povijesti po broju odigranih utakmica, točnije 479 nastupa u svim natjecanjima. Bolji od njega tek je njegov bivši suigrač Charles Orlanducci (507 nastupa).
Papi je 1968. godine s Bastijom osvojio Ligue 2, 1972. je bio finalist Coupe de France a 1978. igrao u finalu Kupa UEFA protiv nizozemskog PSV Eindhovena. Za Bastijin europski uspjeh bili su ključni Claude Papi, Johnny Rep, Abdelkrim Merry, Félix Lacuesta i Yves Mariot. Samom Papiju to je omogućilo da ga izbornik Michel Hidalgo uvrsti na popis reprezentativaca za Svjetsko prvenstvo 1978. u Argentini. Ondje je odigrao jednu utakmicu odnosno prvo poluvrijeme u susretu skupine protiv Mađarske a zamijenio ga je Michel Platini. To mu je ujedno bila treća i posljednja utakmica u nacionalnom dresu.
Tijekom života, Papi je izrazio žaljenje što zbog ozljede nije nastupio u finalu francuskog kupa kojeg je njegova Bastija osvojila 1981. godine pobijedivši AS Saint-Étienne.
Claude Papi umro je 28. siječnja 1983. zbog aneurizme odnosno rupture krvih žila. Njemu u čast, Bastija je sjevernu tribinu svojeg Stade Armand-Cesari stadiona nazvala Claude Papi.

## Osvojeni trofeji

### Klupski trofeji
| Klub      | Trofej               | Sezona / godina |
| Francuska | Francuska            | Francuska       |
| --------- | -------------------- | --------------- |
| Bastia    | Francuska druga liga | 1967./68.       |

## Vanjske poveznice
- Profil igrača na National Football Teams.com